# Casa del Gato
La casa del Gato o Casa Forcadell és un edifici d'Ulldecona (Montsià) protegit com a bé cultural d'interès local. Segons els propietaris la construcció de l'edifici data dels voltants de l'any 1914. És l'antiga "Fonda de Gato Negro" Habitatge entre mitgeres que conserva la façana original de principis de segle xx, però ha sofert modificacions en la seva estructura interior. Consta de planta baixa, pis i terrat amb balustrada superior. A la façana hi ha dues portes amb una gran finestra entre elles a la planta baixa; al primer pis hi ha una tribuna central de secció poligonal, sobre mènsules decoratives amb finestres emmarcades per columnes embegudes a pilastres de basament i capitells decoratius. A banda i a banda de la tribuna hi ha dues pilastres decoratives encastades, a més de dos balcons sense volada en els extrems. L'arrebossat està treballat ornamentalment en la separació de nivells i en el remat superior, utilitzant temes d'inspiració vegetal: tiges entrellaçades... En el remat superior, plafó central decoratiu de perfil mixtilini. Les modificacions interiors consisteixen especialment en la construcció d'un pis superior, sobre l'antic terrat.